# Fodina fontalis
Fodina fontalis är en fjärilsart som beskrevs av M.Gaede 1939. Fodina fontalis ingår i släktet Fodina och familjen nattflyn. Inga underarter finns listade i Catalogue of Life.